# WEBA
WEBA is een Belgische meubelwinkel met vestigingen in Gent, Deinze, Tongeren en Quaregnon (Bergen). Het bedrijf, in handen van de familie Dewitte, heeft ook een webshop. WEBA verkoopt zowel meubilair voor woon-, eet- en slaapkamer als woonaccessoires en is gekend om een lage prijzen politiek. De keten draait een jaaromzet van ongeveer 100 miljoen euro.

## Geschiedenis

### Ontstaansgeschiedenis
Oprichter Raf Dewitte was eerst een vlasboer uit het West-Vlaamse Ooigem. Dewitte startte een handel in leemplaten en later spaanplaten op basis van vlasvezels. Deze handel ging in het begin van de jaren '80 over de kop.
In 1982 nam hij samen met zijn zonen een meubelzaak over in Deinze en noemde die 'Meubelen Troef'. Drie jaar later nam hij "de Weba" over, een koophal in een oud fabrieksgebouw aan de rand van Gent— een vroegere coöperatieve van de Vooruit. WEBA werd een succes door een combinatie van meeneemprijzen, het aanbieden van bestelwagens voor goedkoper transport en een cafetaria waar de bezoekers gratis koffie kregen.

### De geboorte van Arsène WEBA
In 1989 werd beslist om de naam van 'Meubelen Troef' aan te passen naar WEBA. In samenwerking met de cartoonist Marec werd een campagne gelanceerd over het huwelijk tussen Philomène Troef en Arsène WEBA. De naam Arsène kwam van ‘Arsène Goedertier’, de vermeende dief van een luik van het Lam Gods, een bekende naam in het Gentse. Wat eerst bedoeld was voor eenmalig gebruik sloeg zo aan dat men besloot om verder te gaan met Arsène Weba. Marec maakte eerst cartoons voor de folder en De Streekkrant. Later kwam Arsène op affiches en animeerde Studio Bal Gehakt de eerste beelden met Arsène. Sinds 1990 kwamen tientallen clips uit, eerst met Arsène alleen, later met de bekende ‘Onslow’-man en zijn vrouw, soms een kind.
Typerend aan Arsène Weba is zijn blauwe haar, gevormd als de letter W uit het Weba-Logo. 
Bekende slogans en fragmenten zijn onder meer; "Kaak kaak nen twiedekker" en "In Gent? Nee, in Deinze!"

### Latere ontwikkeling en geschiedenis
Tijdens de City Parade in Gent in 2003 werd beslist om de winkel te sluiten. Het personeel werkte die dag in drank- en eetkramen om zo geld in te zamelen voor een goed doel, Poverello.
In 2008 werd de vestiging Bergen geopend, deze vestiging betreft een winkel in de nabijgelegen plaats Quaregnon. In de loop der jaren heeft de winkel verschillende veranderingen ondergaan, waaronder een ingrijpende renovatie in 2015. Hierbij werd de winkel vergroot en werd het interieur grondig gemoderniseerd. De opening werd feestelijk gevierd. Voor de volwassenen was er een gratis ballonvaart in de Arsène WEBA-luchtballon.
In oktober 2024 opent WEBA een nieuwe vestiging op het bedrijventerrein in Tongeren op de grens van Riemst.. waardoor er WEBA-winkels zijn in drie Belgische provincies.